# Грац (аеропорт)
Аеропорт Грац (нім. Flughafen Graz-Thalerhof) (IATA: GRZ, ICAO: LOWG) — аеропорт, розташований у другому за величиною місті Австрії Грац. Розташований за 9,3 км до півдня від центру міста.

## Історія
Будівництво аеропорту розпочалося в 1913 році. В першу чергу були побудовані трав'яна злітно-посадкова смуга і перші ангари. Перший рейс відбувся в 1914 році. Перший пасажирський внутрішній рейс відбувся в 1925 році, він пройшов за маршрутом Відень — Грац — Клагенфурт. 1937 року розпочалося будівництво будівлі термінала, яке послужило збільшення кількості пасажирів.
Після закінчення Другої світової війни, Австрії заборонили мати власну авіацію, як військову, так і цивільну. Після відкриття австрійського повітряного простору в 1951 році у Граці була побудована нова бетонна злітно-посадкова смуга завдовжки 1500 метрів. Ця злітно-посадкова смуга була збільшена до 2000 м в 1962 році. Маршрутна мережа швидко росла і перший міжнародний регулярний рейс відбувся в 1966 році у Франкфурт. 1969 року, злітно-посадкова смуга була знову збільшена, на цей раз до 2500 м, і виникла необхідність будівництва нової, сучаснішої будівлі термінала. Окремими віхами історії аеропорту стали посадка Конкорда в 1981 році й Boeing 747 з нагоди його 70-ї річниці відкриття в 1984 році. За 10 років було побудовано нову будівлю термінала з максимальною пропускною спроможністю 750 000 пасажирів на рік. Останнє збільшення злітно-посадкової смуги відбулося в 1998 році до 3000 м.
На початку XXI століття, кількість пасажирів перевищила 750 000 на рік, а у 2004 році трохи менше ніж 900 000. Це стало причиною останньої реконструкції будівлі термінала у 2003 році й будівництва другого терміналу у 2005 році.

### Концтабір Талергоф
На території, де тепер розташований аеропорт протягом 1914–1917 рр. знаходився концтабір Талергоф.
На пам'ять про цю подію поблизу терміналу аеропорту розміщена анотаційна дошка.

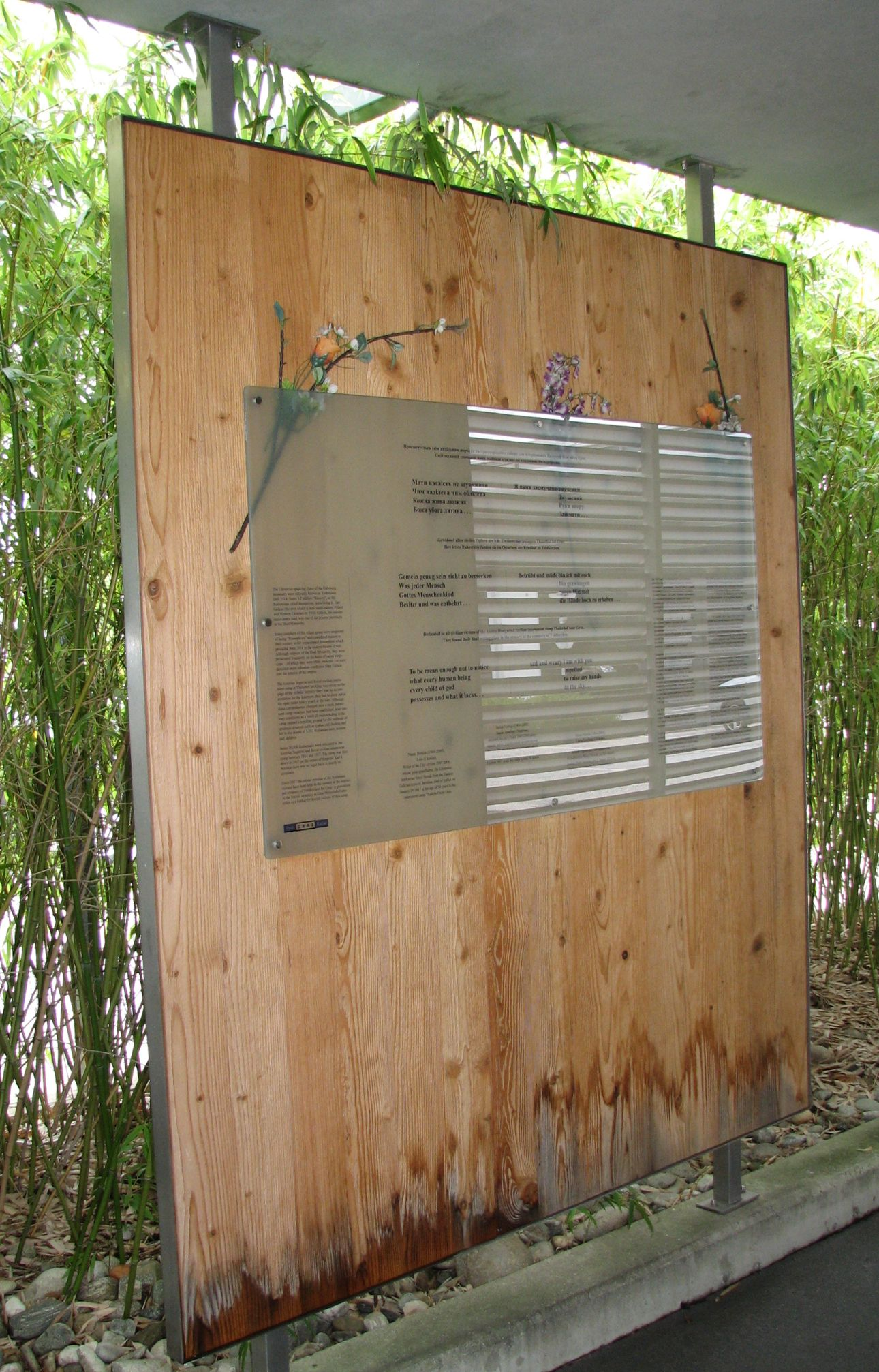
Загальний вигляд анотаційної дошки
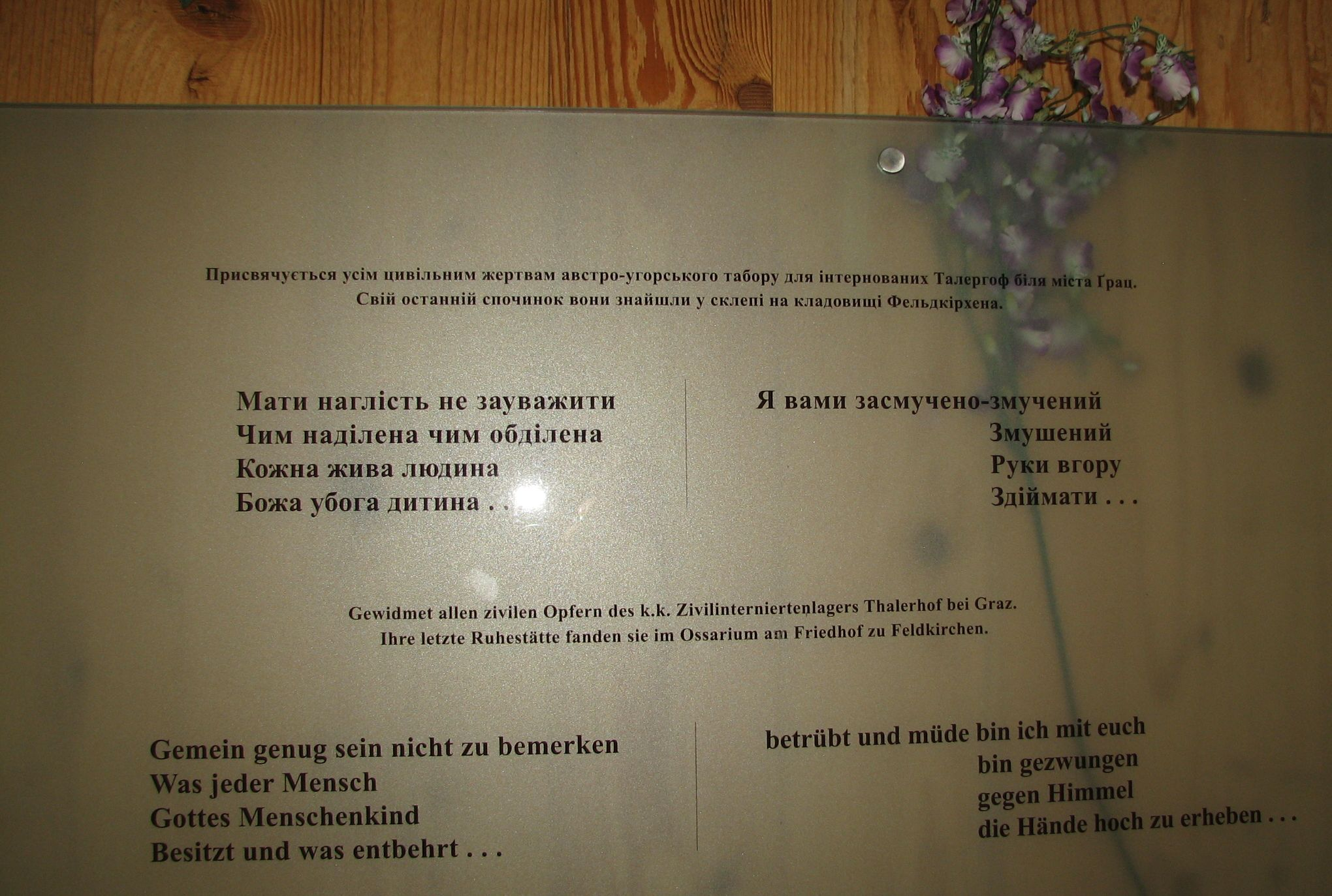
Текст українською, німецькою та англійською мовами

## Авіалінії та напрямки, січень 2020
| Авіакомпанія                  | Пункт призначення                                                                                     |
| ----------------------------- | --- |
| Air Cairo                     | Сезонний чартер: Хургада, Марса-Алам                                                                  |
| Air Dolomiti                  | Мюнхен                                                                                                |
| Astra Airlines                | Сезонний чартер: Кефалонія, Парос                                                                     |
| Austrian Airlines             | Дюссельдорф, Штутгарт, Відень Сезонний чартер: Ханья, Корфу, Кос, Неаполь, Родос, Санторіні, Салоніки |
| Bulgarian Air Charter         | Сезонний чартер: Бургас, Іракліон, Кос, Родос                                                         |
| Corendon Airlines             | Сезонний чартер: Анталія                                                                              |
| Corendon Airlines Europe      | Сезонний: Іракліон, Хургада, Родос                                                                    |
| Croatia Airlines              | Сезонний чартер: Брач                                                                                 |
| easyJet                       | Берлін-Тегель                                                                                         |
| Eurowings                     | Пальма-де-Мальорка                                                                                    |
| FlyEgypt                      | Сезонний чартер: Хургада, Шарм-ель-Шейх                                                               |
| KLM                           | Амстердам                                                                                             |
| Lufthansa                     | Франкфурт, Мюнхен                                                                                     |
| Pegasus Airlines              | Сезонний чартер: Анталія                                                                              |
| Swiss International Air Lines | Цюрих                                                                                                 |
| Turkish Airlines              | Стамбул–Аеропорт                                                                                      |

## Наземний транспорт
Залізнична станція Грац-Фельдкірхен знаходиться за 4 хвилини ходьби від аеропорту. Звідси на поїзді по лінії Шпильфельд-Штрас можна доїхати до залізничного вокзалу Граца. Час у дорозі близько 12 хвилин.
Автобуси вирушають від виходу пасажирського термінала і прямують спочатку до Якомініплац, а потім до вокзалу.